# Khaled Chéhab
Khaled Chéhab (arabe : خالد شهاب), né en 1892 et mort en 1978, est un homme d'État libanais et un ancien président du Conseil.
Il est plusieurs fois ministre et député sous le mandat français et président du Conseil entre mars et novembre 1938.

## Biographie
Après l'Indépendance en 1943, le Président Camille Chamoun le nomme en 1952 chef de son premier gouvernement. Il quitte ce poste en avril 1953. Il est aussi député sunnite de Hasbaya Marjeyoun de 1960 à 1964.
Il est également membre du Parlement libanais pendant six mandats (de 1922 à 1939) au cours du mandat, représentant principalement le Sud. Il est président du Parlement libanais d'octobre 1935 à juin 1937. En 1960, il est élu député de la circonscription électorale de Marjayoun-Hasbaya pour un mandat de quatre ans sous l'administration du président Fuad Chehab.
Khaled Chehab occupe plusieurs postes ministériels, notamment au ministère des Finances (1927-1928), au ministère de la Justice (1938), au ministère des Finances, des Postes, Télégraphes et Télégraphes (PTT), de l'Éducation, du Commerce et de l'Industrie et de l'Agriculture (1943), tous sous le mandat français Chehab est ministre de la Justice, des Affaires étrangères et des Émigrants, de l'Intérieur, de la Défense (1952-1953), de la Justice et des Travaux publics en 1953, sous le mandat du président Camille Chamoun.